# Tatarskij rajon
Il Tatarskij rajon è un rajon (distretto) dell'oblast' di Novosibirsk, nella Russia siberiana sudoccidentale. Il capoluogo è la cittadina di Tatarsk, che tuttavia costituisce una unità amministrativa a sé stante, dipendente direttamente dalla oblast'.